# William Fry
William F. Fry (né le 25 mars 1924 à Cincinnati, Ohio, mort le 16 mai 2014) est un psychiatre américain, pionnier de la thérapie familiale et de la thérapie par l'humour et membre fondateur de l'École de Palo Alto.

## Biographie
William Fry suit ses études de médecine de 1942 à 1949 à l'Université de l'Orégon, l'University of Southern California de Los Angeles et l'Université de Cincinnati.
En 1952 William Fry rejoint l'équipe que l'anthropologue Gregory Bateson a réunie au sein du Veterans Administration Hospital de Palo Alto pour réaliser une étude du « paradoxe de l'abstraction dans la communication ». Parmi les autres membres de l'équipe on trouve l'étudiant en communication Jay Haley et l'anthropologue John Weakland.  L'équipe s'intéresse à l'humour, au Zen (ils rencontrent Alan Watts et Daisetz Teitaro Suzuki), à l'hypnose (nombreuses rencontres avec Milton Erickson). En 1954, Fry quitte le projet Bateson pour faire son service dans l'US Navy.

## Œuvres
- (en) Fry, W.F., Sweet Madness. A Study of Humor, Pacific Books, Palo Aloto, Calif., 1963
- (en) Fry, W.F. & M. Allen, Make ‘em Laugh. Life Studies of Comedy Writers. Science and Behavior Books, Palo Alto, Calif., 1975
- (en) Fry, W.F. & Salameh, W.A. (dir.), Handbook of Humor in Psychotherapy, Professional Resouce Exchange, Sarasota, Florida, 1987
- (en) Fry, W.F. & Salameh, W.A. (dir.), Advances in Humor and Psychotherapy, Professional Resource Exchange, Sarasota, Florida, 1993
- (en) Salameh, W.A. & Fry, W.F. (dir.), Humor and Wellness in Clinical Intervention, Praeger, Westport, Connecticut, 2001
- (en) Fry, W.F., Humor and me, In: Studies in American Humor, New Series, No. 14, 2006, S. 105-132.